# Rio Bredicel
O Rio Bredicel é um rio da Romênia afluente do Rio Iaz, localizado no distrito de Gorj.